# Auf der Flucht (Lied)
Auf der Flucht ist ein Songtitel des österreichischen Sängers Falco. Er erschien auf seinem ersten Studioalbum Einzelhaft, das im Mai 1982 auf den Markt gekommen war, und wurde 1982/1983 in einigen Ländern unter dem Titel On The Run als Single ausgekoppelt.

## Veröffentlichung
Die Teldec hatte im Mai 1982 Falcos erstes Studioalbum veröffentlicht, das auf Seite 1 den Titel Auf der Flucht enthält. Zwei der darauf enthaltenen Titel (Ganz Wien, Der Kommissar) waren bereits vor der Albumveröffentlichung als Single erschienen, nach der Veröffentlichung kam im Juni 1982 auch noch Maschine brennt auf den Markt. Auf der Flucht kam auf dem deutschsprachigen Markt nur als B-Seite auf einer Promo-Single mit Zuviel Hitze auf der A-Seite heraus.
Die Plattenfirma A&M Records brachte den Titel 1982 – neu abgemischt – als On The Run zusammen mit Maschine brennt als Single in den Vereinigten Staaten und Kanada heraus.

## Text und Musik
Die Musik stammt von Robert Ponger, der auch als Produzent auftrat. Den Text schrieb Falco.
Der Text ist sehr politisch. Viele Andeutungen verweisen auf die Situation im West-Berlin des Jahres 1968 und in Zürich im Jahr 1982. Gefragt wird, was die Revolten der Jugend bewirken würden. Letztlich würden sich die konservativen Kräfte stets durchsetzen. Das Fazit aus diesem Vergleich von 1967 in West-Berlin zu 1982 in Zürich sei, so Falco, „die Kontrolle zu bewahren“; die „starke Hand“ würde siegen und „hält die Märchenwelt beisammen“ (Zitat).
Wie auch in anderen Songs benutzt Falco einige Bezüge zu realen Ereignissen und Gegenständen:
| Textstelle (Zitat) | Bezugnahme |
| --- | --- |
| „West-Berlin, Neunzehnhundert-sechzig-sieben“ „Habt ihr Bock auf ’ne Tracht Prügel / Wir bedienen euch nicht übel“ „Ecke Joachimstaler/Kudamm, ein Exzess“ | West-Berlin war Zentrum der westdeutschen Studentenrevolte, bei der Demonstration am 2. Juni 1967 wurden Protestierende von der Polizei verprügelt und misshandelt, Benno Ohnesorg wurde dabei erschossen. |
| „grüne Minna“ | Die Polizei in Berlin verwendete für den Gefangenentransport Transporter vom Typ Mercedes-Benz T 2, auch „Wanne“ genannt. |
| „Wer das Gas als Letzter riecht“ | Beim Polizeieinsatz wurde auch Tränengas eingesetzt. |
| „Hat als Erster den Prozess“ | Einige der festgenommenen Studenten wurden zu drei Monaten Haft verurteilt, Fritz Teufel war sechs Monate inhaftiert. |
| „Ganz Berlin ist eine Wolke“ | „Janz Berlin is eene Wolke“ ist ein Musikstück von Paul Lincke, gesungen u. a. von Claire Waldoff. |
| „Zürich Limmatquai, Neunzehnhundert-achtzig-zwei“ | Zürich war ein Schauplatz der Jugendunruhen in der Schweiz in den 1980er Jahren. |
| „Und am Seeufer kein Feuer“ | Verbote sind oft Antwort auf Proteste. Die Stadt Zürich liegt am Zürichsee. |
| „Seht mal wohin Gelder fliessen“ „Schmeisst die Rockrabauken raus / Und renoviert das Opernhaus“ „Und die Räuber sind gefangen“                            | Ein Jugendzentrum in einer stillgelegten Fabrikhalle an der Limmatstrasse wurde von der Polizei am 4. September 1980 gestürmt, zahlreiche Jugendliche wurden festgenommen, was gewalttätige Proteste auslöste; parallel dazu sollte das Opernhaus Zürich für etwa 60 Millionen Schweizer Franken saniert werden. |

## Musikvideo
Von dem Lied existiert kein offizielles Musikvideo.

## Titelversionen
- Specially Remixed 12-Zoll-Version (4:33 min)
- Specially Remixed 7-Zoll-Version (3:40 min)
- 12-Zoll-Edit (7:20 min)